# シャトレーゼ ガトーキングダム サッポロ

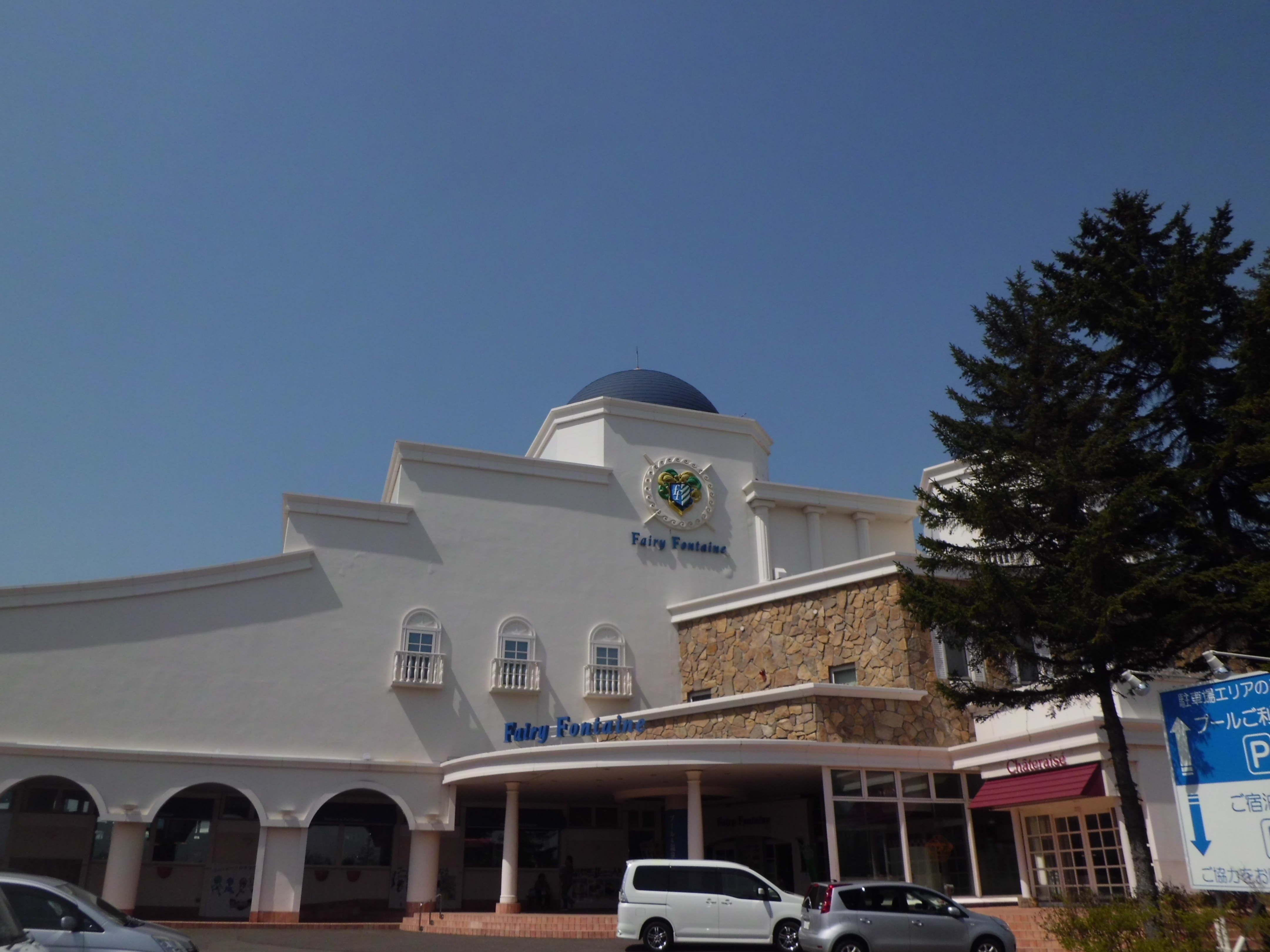
プール&温泉施設（旧札幌テルメ）外観（2015年5月）

シャトレーゼ ガトーキングダム サッポロ(CHÂTERAISÉ Gateaux Kingdom SAPPORO)は、札幌市北区にあるホテル。

## 沿革
個人理容室からブライダルやサウナ事業を手掛けるまで拡大していたソフィア中村グループ中核企業のソフィアにより開発され、代表の中村揚一は美容事業から発展し健康的なレジャー施設開発を模索するなかで水着で寛ぐ写真が入ったヨーロッパ人の休暇についての雑誌記事を見たことを機に1980年渡欧しフランクフルト郊外バートホンブルクの大型クアハウス「タウナステルメ」を視察しヨーロッパ式のクアハウスの開発に向けて同施設を経営するベルナー・ビッカーと提携を結び、合弁会社「タウナステルメ札幌」を設立、北海道拓殖銀行（拓銀）から巨額の融資を受けたソフィアが、北海道中央バスから遊園地施設「茨戸園（1986年3月28日付で閉園）」を取得し、タウナス・テルメを参考にして建設した「札幌テルメ」（1988年開業）と「テルメインターナショナルホテル」（1993年開業）として竣工。
拓銀はインキュベーターの融資先としてソフィアへの支援を始め、その後もソフィアは札幌テルメに隣接してホテル・ショッピングセンター・コンドミニアムなどを建設する計画を持っており、ヤオハンをテナントとして誘致する動きも進んでいたが、市街化調整区域による制約や農地法違反疑惑の影響などから実現しなかった。
回収を懸念しつつ先行融資を続けていた拓銀はソフィアグループの分離再編を実施したが、当初の見込み以上の融資を実行し続けたことはカブトデコムに対する不良債権などとともに拓銀の体力低下の一因となり、1997年（平成9年）に経営破綻した。
拓銀の経営破綻後は施設の売却先を探すが不調に終わり、1998年（平成10年）にホテル経営の「テルメインターナショナルホテルシステム」、札幌テルメ経営の「タウナステルメ札幌」、資産管理会社の「ナカムラ興産」が破産宣告を受け、施設は閉鎖になった。
その後、破産管財人によって複数の企業と任意交渉を試みるが実現せず、破産財団が放棄して整理回収機構の申立てにより不動産競売にかけられた。2001年（平成13年）に最低売却価格を減額した再入札によって「シャトレーゼ」（現在のシャトレーゼホールディングス）が14億1,650万円で落札し、最終的にはナカムラ興産などと売買契約を締結して取得した。
シャトレーゼは施設の改修を行い、2002年（平成14年）に「シャトレーゼ ガトーキングダム サッポロ」として開業（旧札幌テルメは「スパ&リゾート フェアリー・フォンテーヌ」、旧テルメインターナショナルホテル札幌は「オテル・ド・レーゼン・サッポロ」と改称）。シャトレーゼは周辺を「お菓子の街」のテーマパークにする構想を持っていたが、市街化調整区域であるために交渉が進展しなかった。

### 年表
- 1985年（昭和60年）4月：ソフィア中村がベルナー・ビッカーと業務提携契約を締結[7]。
- 1986年（昭和61年）10月：着工[7]。
- 1988年（昭和63年）：「札幌テルメ」開業[19]。
- 1993年（平成05年）：「テルメインターナショナルホテル」開業[3]。
- 1997年（平成09年）：北海道拓殖銀行が経営破綻[11]。
- 1998年（平成10年）：関連会社が自己破産し、施設閉鎖[20][21]。
- 2001年（平成13年）：シャトレーゼが取得[22]。
- 2002年（平成14年）：「シャトレーゼ ガトーキングダム サッポロ」開業[4][5]。
- 2007年（平成19年）：オテル・ド・レーゼン・サッポロが「ホテル シャトレーゼ ガトーキングダム サッポロ」と改称。
- 2010年（平成22年）：シャトレーゼホールディングス設立に伴い、札幌シャトレーゼが運営会社になる。

## 施設
客室
- ファミリールーム ONE (30.3 m²)
- シングルルーム (18.89 m²)
- ダブルルーム (22.37 m²)
- スタンダードツインルーム (25.03 m²)
- デラックスツインルーム (38.22 m²)
- デラックスツインデザイナーズルーム (38.22 m²)
- ジュニアスイート (52.99 m²)
- デラックススイートデザイナーズルーム (52.99 m²)
- スイートデザイナーズルーム (45.04 m²)
- 和室+ツインベッド (48.76 m²)
- 和室+リビング (48.76 m²)
- 純和室 (38.76 m²〜77.50 m²)
- ロイヤルスイートルーム (128.30 m²)

レストラン、バー
- レストラン「ヴィーニュ」
- フレンチレストラン「ル・バラト」
- 中国レストラン「香満樓」
- 和食処「大善」
- 鉄板焼「甲斐路」
- カラオケ「香満街」
- 屋台ラーメン
- スカイラウンジ「ポールスター」

プール、温泉
- プール（1階）
  - 屋内：屋内ジャンボプール（屋外ジャンボプールと接続）、リラックスプール、キッズプール [23]、幼児プール、ジャグジープール
  - 屋外：屋外ジャンボプール（屋外ジャンボプールと接続）、バナナプール、25mプール[23]
  - ウォータースライダー：ビッグリバー（80m・120m）、ワイルドリバー（ボート浮き輪使用・180m）[23]
  - おやこ休憩室
- 温泉（3階）[23]
  - スパゾーン
  - 低温湯
  - 檜風呂
  - 泡風呂
  - 水風呂
  - 歩行浴
  - 寝湯
  - 高温風呂
  - 露天風呂
  - 陶器風呂
  - 塩サウナ
  - 高温サウナ
  - スチームサウナ
  - 洗い場
- リラクゼーション
  - 岩盤風呂
  - 休憩室
- フードコート&ショップ
  - プールサイド フードコート
  - フードコート
  - ゲームコーナー
  - ショップ
- フィットネス

ショップ
- 宮廷菓子「ファンタニヴェール」
- シャトレーゼ
- ホテル売店
- リエベ
- 理容室「カットのスマイル」[24]

ウェディング
- チャペル
- 神殿
- アトリウムウェディング
- ガーデンウェディング

宴会、会議
- カベルネ (1,357 m²)
  - メルロ (691 m²)
  - ピノノアール (629 m²)
- シャルドネ (1,415 m²)
  - セミヨン (514 m²)
  - リースリング (389 m²)
  - ミュスカデ (512 m²)
- サンセット (185 m²)
  - サンセットA (68 m²)
  - サンセットB (55 m²)
  - サンセットC (62 m²)
- マスカット (219 m²)
  - ロザリオ (55 m²)
  - シラー (56 m²)
  - ナイアガラ (56 m²)
  - コンコード (53 m²)
- デラウェア (70 m²)
- ピオーネ (117 m²)

## 北区歴史と文化の八十八選
敷地内には2つの句碑があり、北区歴史と文化の八十八選のうち「藍の道〈篠路・拓北・あいの里コース〉」に選定されている。
- 79.水野波陣洞句碑 - 1960年（昭和35年）建立。俳誌『はまなす』を創刊した活躍を称えて。

- 80.川端麟太句碑 - 北海道の俳句の指導者としての業績を称えて。

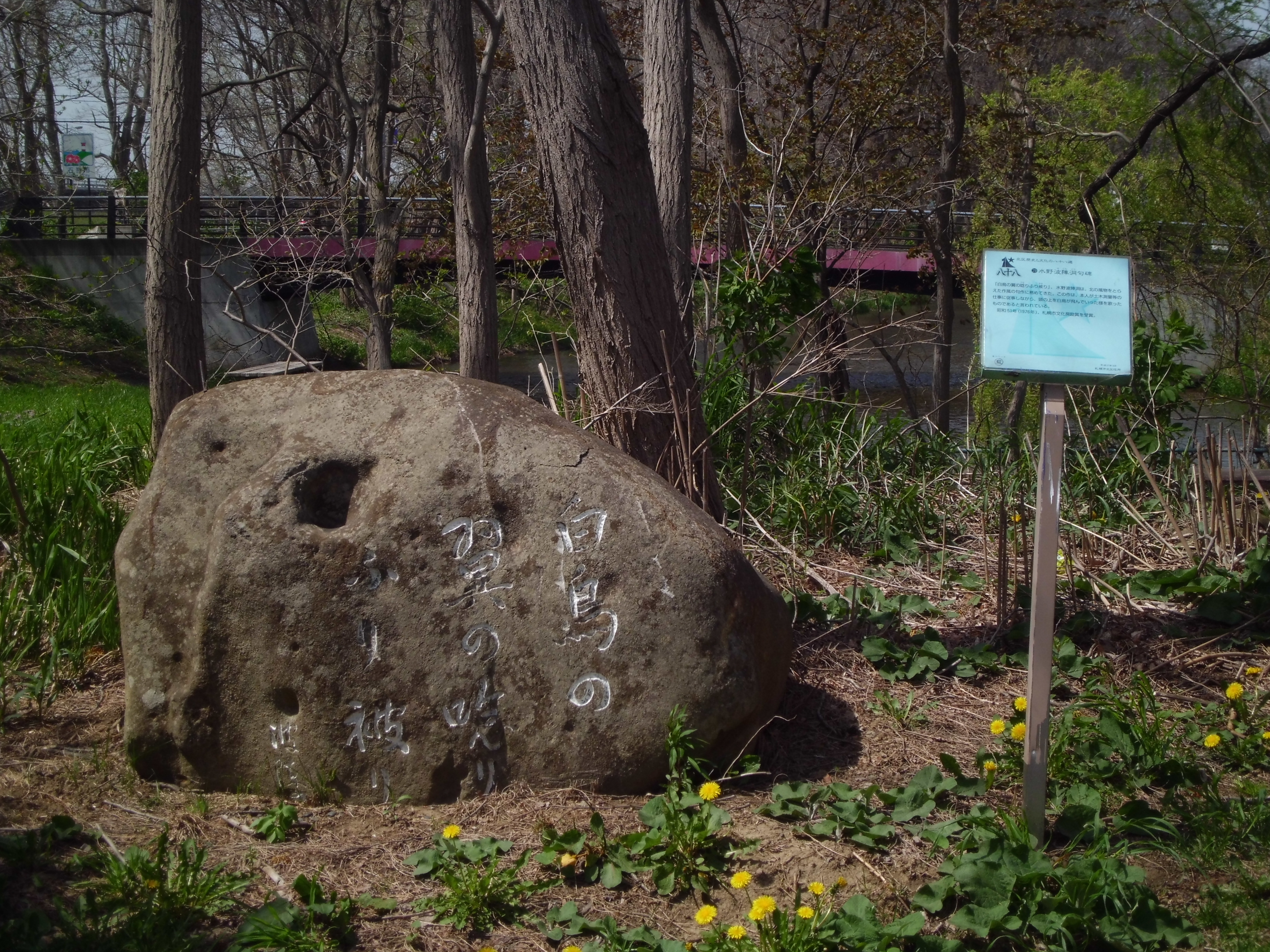
水野波陣洞句碑
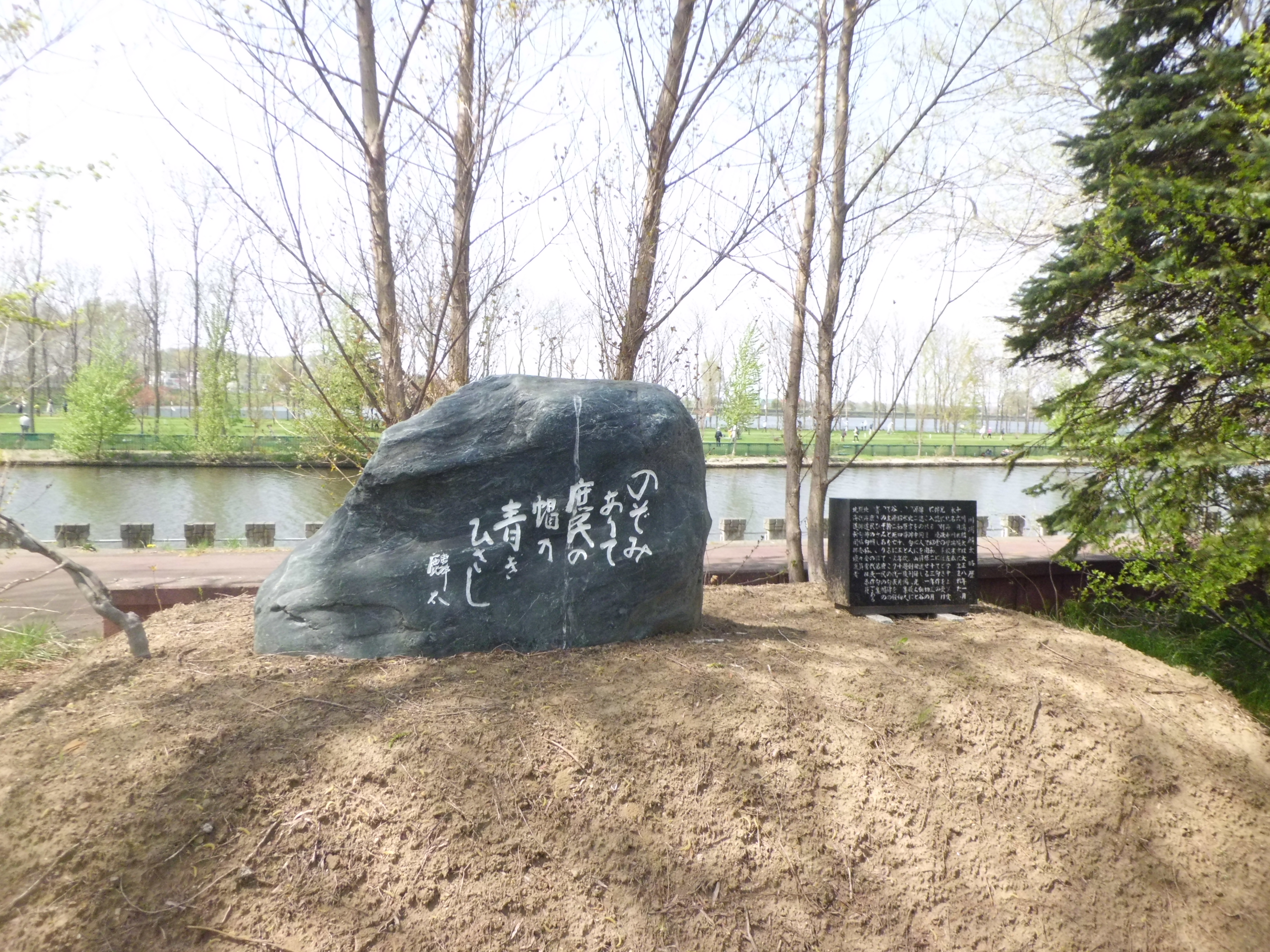
川端麟太句碑

## アクセス
札幌駅北口から麻生駅を経由して無料送迎バスを運行している。
- 札幌市営地下鉄南北線麻生駅から車で約20分
- 丘珠空港（札幌飛行場）から車で約20分
- 北海道旅客鉄道（JR北海道）札幌駅から車で約30分
- 新千歳空港から高速道路利用して車で約60分
- 北海道中央バス（石狩営業所）「東茨戸2条1丁目」バス停から徒歩10分